# Edwardsiana zaisanica
Edwardsiana zaisanica är en insektsart som beskrevs av Dlabola 1967. Edwardsiana zaisanica ingår i släktet Edwardsiana och familjen dvärgstritar. Inga underarter finns listade i Catalogue of Life.